# Cryptocarya thouvenotii
Cryptocarya thouvenotii är en lagerväxtart som först beskrevs av Paul Auguste Danguy, och fick sitt nu gällande namn av André Joseph Guillaume Henri Kostermans. Cryptocarya thouvenotii ingår i släktet Cryptocarya och familjen lagerväxter. Inga underarter finns listade i Catalogue of Life.